# Rauville-la-Bigot
 Rauville-la-Bigot  es una población y comuna francesa, en la región de Baja Normandía, departamento de Mancha, en el distrito de Cherbourg-Octeville y cantón de Bricquebec.

## Demografía
| 727 | 663 | 646 | 742 | 823 | 860 |
| Para los censos de 1962 a 1999 la población legal corresponde a la población sin duplicidades (Fuente: INSEE [Consultar]) |     |     |     |     |     |